# Mutrux
Mutrux är en ort och kommun i distriktet Jura-Nord vaudois i kantonen Vaud, Schweiz. Kommunen har 146 invånare (2023).